# 山本真凜
山本 真凜（やまもと まりん、1997年6月11日 - ）は日本の歌手、ダンサーであり、女性アイドルグループ
Cheeky Paradeの元メンバー。三重県出身。

## 略歴
2007年、「avex audition project俳優・タレント・モデルオーディション」に合格。三重県内に在住しながら、エイベックス・アーティストアカデミーの大阪校に通う。2010年開催の「avexアイドルオーディション2010」に応募し、3次審査まで進出。2011年6月12日、iDOL Streetのデビュー候補生であるストリート生としてお披露目された。
2012年2月19日、iDOL Street第2弾グループCheeky Paradeの結成が発表され、そのメンバーとしてお披露目された。2016年1月、同メンバーの鈴木真梨耶、GEMのメンバーの武田舞彩とともに、3名がロサンゼルスに2年間留学することを発表。それに伴い、2016年6月25日開催のライブ「iDOL Street Carnival 2016 6th Anniversary 〜RE:Я|LOAD〜」をもってCheeky Paradeとしての活動を休止した。ロサンゼルスではサンタモニカカレッジに通いながら歌やダンスを学び、2018年6月に帰国した。その後、同年7月31日をもってCheeky Paradeは解散。同年12月末をもってエイベックス・マネジメントを退所し、ソロの歌手として活動を本格的に開始。2019年4月には出身地である三重県伊賀市の観光大使に選ばれている。

## 作品

### アルバム
- MARIN（2019年12月18日、ZLCP-0387、ZIP NEXT）[7]
  - Promise - ZIP-FM「小樽エリアDAY supported by JAL」BGM、BS朝日『テイバン・タイムズ』2020年2月度エンディングテーマ[8]
  - Snow - スキージャム勝山 2019-2020シーズンCMソング[9]
  - Runnin' - BS朝日『テイバン・タイムズ』2020年1月度エンディングテーマ[8]

### 配信楽曲
- Future（2019年9月9日） - 三重テレビ「Mieライブ」オープニングテーマ
- Lovin' Place（2019年10月20日） - スーパースポーツゼビオ Web CM「HEAT-X(ヒートクロス)子ども篇」BGM
- Raising A Shout（2019年11月20日）

## 出演

### テレビ
- Mieライブ（2019年4月8日 - 2021年12月13日 、第2月曜日 - 第5月曜日、三重テレビ） - サブキャスター[10]

### ラジオ
- チキパ!まりんとももの「宇宙イチ宣言!」（2014年4月2日 - 2016年3月2日、FM滋賀）

### ライブ・イベント
- 星空キャンドルナイト（2018年10月6日、宮リバー度会パーク）[11]
- OSAKA-NATION（2018年10月28日、ROCKTOWN）
- Marin BIRTHDAY EVENT-22-（2019年6月30日、ココロヲ・動かす・映画館〇（ココマルシアター））
- ZIP AUTUMN SQUARE（2019年10月6日、久屋大通公園）
- バレンタインSPライブ（2020年2月11日、今池GROW）
- GOOD TIMES（2020年2月29日、今池3STAR）
- LIV3 R3BOOT "3CHO"（2024年3月22日、下北沢LIVE HAUS）

※その他、対バンライブ、配信イベントなどのイベントに出演。